# میخ‌پنجه کای
میخ‌پنجه کای (نام علمی: Centropus phasianinus spilopterus) نام یک زیرگونه از گونه میخ‌پنجه قرقاولی است.